# Westport (Maine)
Westport és una població dels Estats Units a l'estat de Maine (EUA). Segons el cens del 2000 tenia 745 habitants.

## Demografia
Segons el cens del 2000, Westport tenia 745 habitants, 318 habitatges, i 228 famílies. La densitat de població era de 32,9 habitants/km².
Dels 318 habitatges en un 26,1% hi vivien nens de menys de 18 anys, en un 62,9% hi vivien parelles casades, en un 6,3% dones solteres, i en un 28% no eren unitats familiars. En el 24,2% dels habitatges hi vivien persones soles el 8,8% de les quals corresponia a persones de 65 anys o més que vivien soles. El nombre mitjà de persones vivint en cada habitatge era de 2,33 i el nombre mitjà de persones que vivien en cada família era de 2,74.
Per edats la població es repartia de la següent manera: un 22,4% tenia menys de 18 anys, un 3,1% entre 18 i 24, un 24,7% entre 25 i 44, un 32,6% de 45 a 60 i un 17,2% 65 anys o més.
L'edat mediana era de 45 anys. Per cada 100 dones de 18 o més anys hi havia 100,7 homes.
La renda mediana per habitatge era de 39.010 $ i la renda mediana per família de 42.625 $. Els homes tenien una renda mediana de 32.426 $ mentre que les dones 27.647 $. La renda per capita de la població era de 21.623 $. Entorn del 5,2% de les famílies i el 6,6% de la població estaven per davall del llindar de pobresa.